# Liste der Biografien/Roj
Liste der Biografien |
Portal Biografien |
Personensuche
# |
A |
B |
C |
D |
E |
F |
G |
H |
I |
J |
K |
L |
M |
N |
O |
P |
Q |
R |
S |
T |
U |
V |
W |
X |
Y |
Z |
?
 
Ra |
Rb |
Rd |
Re |
Rh |
Ri |
Rj |
Rk |
Rl |
Rm |
Rn |
Ro |
Rr |
Rs |
Rt |
Ru |
Rv |
Rw |
Rx |
Ry |
Rz
 
Roa |
Rob |
Roc |
Rod |
Roe |
Rof |
Rog |
Roh |
Roi |
Roj |
Rok |
Rol |
Rom |
Ron |
Roo |
Rop |
Roq |
Ror |
Ros |
Rot |
Rou |
Rov |
Row |
Rox |
Roy |
Roz 
Die Liste der Biografien führt alle Personen auf, die in der deutschsprachigen Wikipedia einen Artikel haben. Dieses ist eine Teilliste mit 150 Einträgen von Personen, deren Namen mit den Buchstaben „Roj“ beginnt.

## Roj
- Roj, Alen (* 1992), slowenischer Badmintonspieler

### Roja
- Roja, Alessandro (* 1978), italienischer Schauspieler, Drehbuchautor und FilmproduzentAlessandro Roja (* 1978)

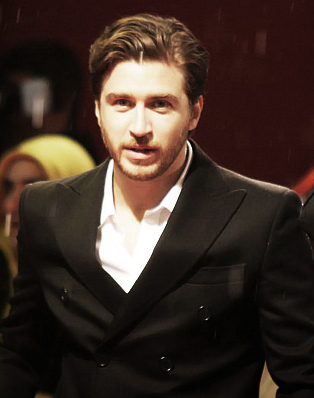
Alessandro Roja (* 1978)

- Roja, Bolesław (1876–1940), polnischer Offizier und Politiker
- Rojacher, Ignaz (1844–1891), österreichischer Unternehmer
- Rojah Phad Full, deutscher Dancehall-Sänger
- Rojahn, Carl August (1889–1938), deutscher Chemiker und Hochschullehrer der pharmazeutischen Chemie und Nahrungsmittelchemie
- Rojahn, Ernst (1909–1977), norwegischer Schachspieler
- Rojahn, Ondolf (* 1944), deutscher Jurist und Richter am Bundesverwaltungsgericht
- Rojahn, Rudolf (1875–1929), deutscher Verwaltungsjurist, Landrat und Rittergutsbesitzer
- Rojak, Jefim Moissejewitsch (1906–1987), russischer Künstler, Maler, Grafiker, Architektur- und Industriedesigner
- Rojaka, Jekaterina (* 1978), litauische Politikerin, Vizeministerin, stellvertretende Wirtschaftsministerin Litauens
- Rojankovsky, Feodor Stepanovich (1891–1970), russischer Illustrator
- Rojas de Portalrubio, Martín († 1577), spanischer Geistlicher, Konventualkaplan und Vizekanzler des Malteserordens sowie Bischof von Malta
- Rojas Frías, Ricardo (* 1955), kubanischer Boxer
- Rojas López, Bertha (* 1948), peruanische Literaturwissenschaftlerin, Schriftstellerin und Kinderbuchautorin
- Rojas López, Gerardo de Jesús (* 1957), mexikanischer Geistlicher, Bischof von Tabasco
- Rojas Mamani, Basilia (* 1963), bolivianische Politikerin, Mitglied des Abgeordnetenhauses
- Rojas Mena, Luis (1917–2009), mexikanischer Geistlicher, Bischof von Culiacán
- Rojas Mendoza, Margot (1903–1996), kubanische Pianistin und Musikpädagogin
- Rojas Moreno, José (1893–1973), spanischer Diplomat
- Rojas Ortiz, Grecia, peruanische Rechtsanwältin und Politikerin
- Rojas Pinilla, Gustavo (1900–1975), kolumbianischer Politiker, Diktator und Präsident von Kolumbien (1953–1957)Gustavo Rojas Pinilla (1900–1975)

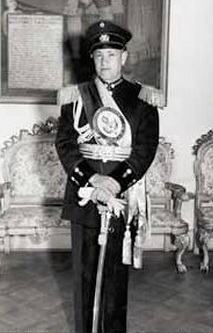
Gustavo Rojas Pinilla (1900–1975)

- Rojas Ramírez, Hernando (1924–2002), kolumbianischer römisch-katholischer Geistlicher, Bischof von Neiva
- Rojas Ruiz, Luis Enrique (* 1968), venezolanischer Geistlicher, römisch-katholischer Bischof von Punto Fijo
- Rojas Sánchez, Lizzet, peruanische Rechtsanwältin und Politikerin
- Rojas Trujillo, Ricardo (* 1974), chilenischer Fußballspieler
- Rojas Vade, Rodrigo (* 1983), chilenischer Aktivist und Politiker
- Rojas y Arrieta, Guillermo (1855–1933), costa-ricanischer Geistlicher und Erzbischof von Panama
- Rojas y Sandoval, Cristóbal de (1502–1580), spanischer römisch-katholischer Bischof
- Rojas Zorrilla, Francisco de (1607–1648), spanischer Dramatiker
- Rojas, Aguelmis (* 1978), kubanisch-uruguayischer Leichtathlet
- Rojas, Alberto (* 1965), mexikanischer Geistlicher und römisch-katholischer Bischof von San Bernardino
- Rojas, Alfredo (1937–2023), argentinischer Fußballspieler und Trainer
- Rojas, Álvaro (* 1953), chilenischer Politiker und Diplomat
- Rojas, Andrés (* 1984), kolumbianischer Fußballschiedsrichter
- Rojas, Ángel (* 1985), chilenischer Fußballspieler
- Rojas, Ángel (* 1997), chilenischer Fußballspieler
- Rojas, Benjamín (* 1985), argentinischer Schauspieler und Sänger der Band Erreway
- Rojas, Brayan (* 1997), kolumbianischer Leichtathlet
- Rojas, Bruno (* 1993), bolivianischer Sprinter
- Rojas, Byron (* 1990), nicaraguanischer Boxweltmeister
- Rojas, Carlos (1928–1963), chilenischer Fußballspieler
- Rojas, Carlos (* 1956), chilenischer Fußballspieler
- Rojas, Clara (* 1964), kolumbianische Politikerin und Rechtsanwältin
- Rojas, Clemente (* 1952), kolumbianischer Boxer
- Rojas, Daniela (* 1997), costa-ricanische Hürdenläuferin
- Rojas, Eladio (1934–1991), chilenischer Fußballspieler
- Rojas, Elio (* 1982), dominikanischer Boxer
- Rojas, Eloy (* 1967), venezolanischer Boxer im Federgewicht
- Rojas, Enrique (* 1978), chilenischer Poolbillardspieler
- Rojas, Fernando de († 1541), spanischer Jurist und Schriftsteller der Renaissance
- Rojas, Francisco (* 1974), chilenischer Fußballspieler
- Rojas, Francisco Gómez de Sandoval y (1553–1625), spanischer Staatsmann und Kardinal der römisch-katholischen KircheFrancisco Gómez de Sandoval y Rojas (1553–1625)

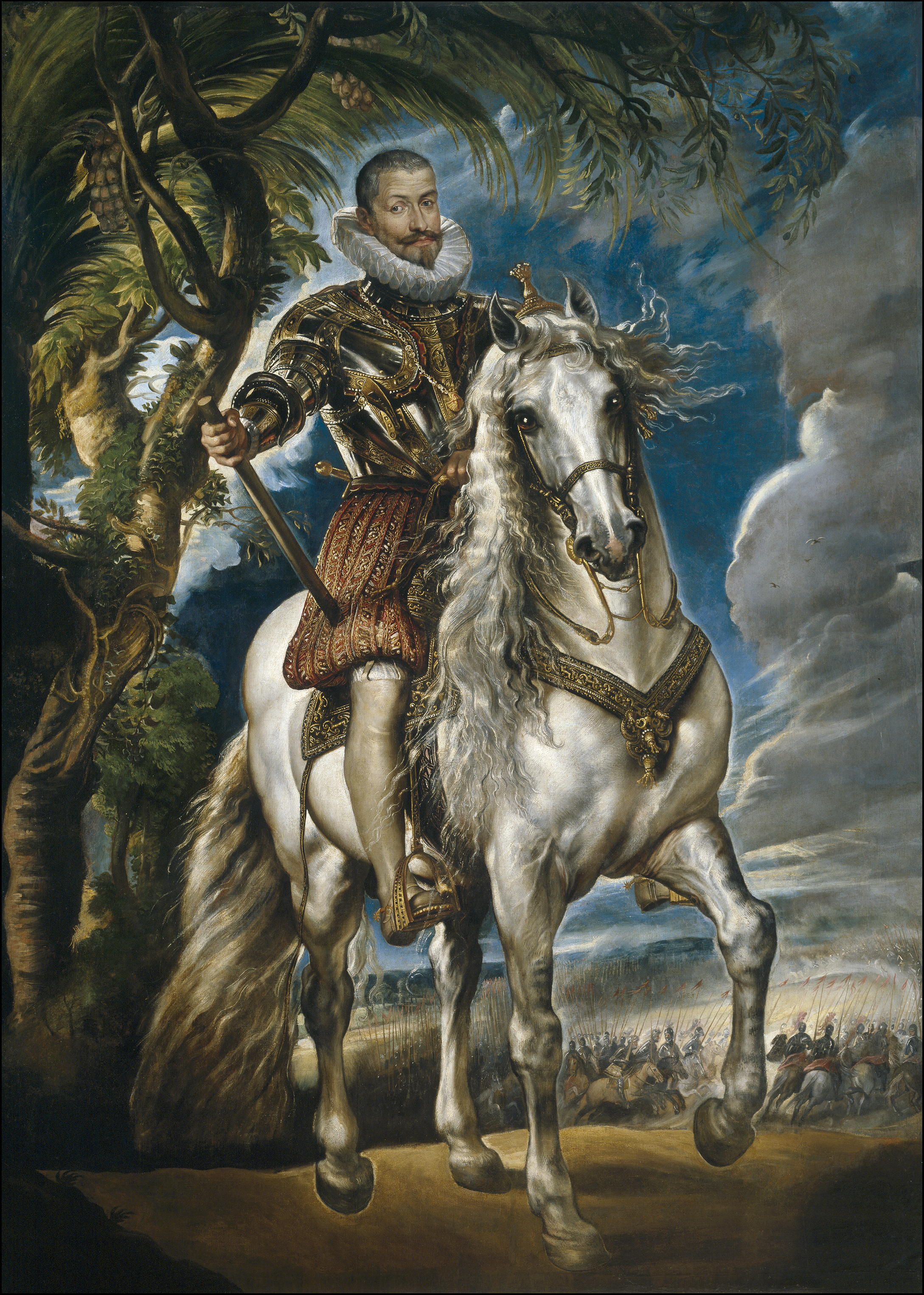
Francisco Gómez de Sandoval y Rojas (1553–1625)

- Rojas, Freudis (* 1998), US-amerikanischer Boxer
- Rojas, Gonzalo (1916–2011), chilenischer Dichter und Hochschullehrer
- Rojas, Ibrahim (* 1975), kubanischer Kanute
- Rojas, Jerry (* 1958), Schweizer Musiker
- Rojas, Jesús (* 1964), venezolanischer Boxer im Superfliegen- und Fliegengewicht
- Rojas, Jesús (* 1986), puerto-ricanischer Boxer
- Rojas, Jeyson (* 2002), chilenischer Fußballspieler
- Rojas, Jorge (1911–1995), kolumbianischer Lyriker
- Rojas, José Antonio (* 1987), chilenischer Fußballspieler
- Rojas, José Javier (* 1970), spanischer Freestyle-Skisportler
- Rojas, José Joaquín (* 1985), spanischer Radrennfahrer
- Rojas, José Luis (* 1992), peruanischer Leichtathlet
- Rojas, José Manuel (* 1983), chilenischer Fußballspieler
- Rojas, José Rojas Jr. (* 1956), philippinischer Geistlicher, römisch-katholischer Bischof von Libmanan
- Rojas, Juan (* 1935), chilenischer Fußballspieler
- Rojas, Juan (* 1957), chilenischer Fußballspieler
- Rojas, Juan Carlos (* 1981), costa-ricanischer Radrennfahrer
- Rojas, Juliana (* 1981), brasilianische Filmemacherin
- Rojas, Leo, ecuadorianischer Panflötenspieler
- Rojas, Luis (* 1954), chilenischer Fußballspieler
- Rojas, Luis (* 2002), chilenischer Fußballspieler
- Rojas, Luz Mery (* 1993), peruanische Langstreckenläuferin
- Rojas, Maisa (* 1972), chilenische Klimawissenschaftlerin und Politikerin
- Rojas, Manuel (* 1820), Anführer einer Revolte gegen die spanische Kolonialregierung in Puerto Rico
- Rojas, Manuel (1896–1973), chilenischer Journalist und Schriftsteller
- Rojas, Manuel (* 1954), chilenischer Fußballspieler
- Rojas, Marco (* 1991), neuseeländischer Fußballspieler
- Rojas, Marcus (* 1963), US-amerikanischer Jazz-Tubist und Musikpädagoge
- Rojas, María (* 2005), venezolanische Leichtathletin
- Rojas, María Claudia, kolumbianische Juristin
- Rojas, María José (* 1987), chilenische Fußballspielerin
- Rojas, Mariangelic (* 2004), venezolanische Leichtathletin
- Rojas, Marielys (* 1986), venezolanische Leichtathletin
- Rojas, Matías (* 1989), argentinischer Fußballspieler
- Rojas, Matías (* 1996), chilenischer Fußballspieler
- Rojas, Mauricio (* 1978), chilenischer Fußballspieler
- Rojas, Memo (* 1981), mexikanischer Automobilrennfahrer
- Rojas, Miguel (* 1968), chilenischer Fußballspieler
- Rojas, Óscar Adrián (* 1981), mexikanischer Fußballspieler
- Rojas, Óscar Vladimir (* 1958), chilenischer Fußballspieler
- Rojas, Paulie, US-amerikanische Schauspielerin
- Rojas, Percy (* 1949), peruanischer Fußballspieler
- Rojas, Rafael (1962–2022), mexikanischer Opernsänger (Heldentenor)
- Rojas, Raul (1941–2012), US-amerikanischer Boxer mexikanischer Herkunft
- Rojas, Raúl (* 1955), mexikanischer Mathematiker, Professor für Mathematik und Informatik
- Rojas, Ric (* 1952), US-amerikanischer Langstreckenläufer
- Rojas, Ricardo (1882–1957), argentinischer Schriftsteller, Essayist, Bildungspolitiker und Pädagoge
- Rojas, Roberto (* 1957), chilenischer Fußballspieler
- Rojas, Rodolfo, chilenischer Fußballspieler
- Rojas, Rodrigo (* 1988), paraguayischer Fußballspieler
- Rojas, Sadiel (* 1989), dominikanisch-US-amerikanischer Basketballspieler
- Rojas, Santiago (* 1952), venezolanischer Komponist und Sänger
- Rojas, Simón de (1552–1624), spanischer Trinitarier, Ordensgründer und Heiliger
- Rojas, Sugar Baby (* 1961), kolumbianischer Boxer im Superfliegengewicht
- Rojas, Tito (1955–2020), puerto-ricanischer Musiker
- Rojas, Tomás (1914–1973), chilenischer Fußballspieler
- Rojas, Tomás (* 1980), mexikanischer Boxer
- Rojas, Valentina (* 2002), bolivianische Sprinterin
- Rojas, Wilson (* 1966), chilenischer Fußballspieler
- Rojas, Yosvans (* 1988), venezolanischer Bahn- und Straßenradrennfahrer
- Rojas, Yulimar (* 1995), venezolanische Leichtathletin

### Roje
- Roje, Zoran (* 1955), jugoslawischer Wasserballspieler
- Rojek, Alfred (1897–1975), deutscher Jurist und Politiker (CDU), MdA
- Rojek, Marian (* 1955), polnischer römisch-katholischer Geistlicher, Bischof von Zamość-Lubaczów
- Rojer, Jean-Julien (* 1981), niederländischer Tennisspieler (Curaçao)Jean-Julien Rojer (* 1981)

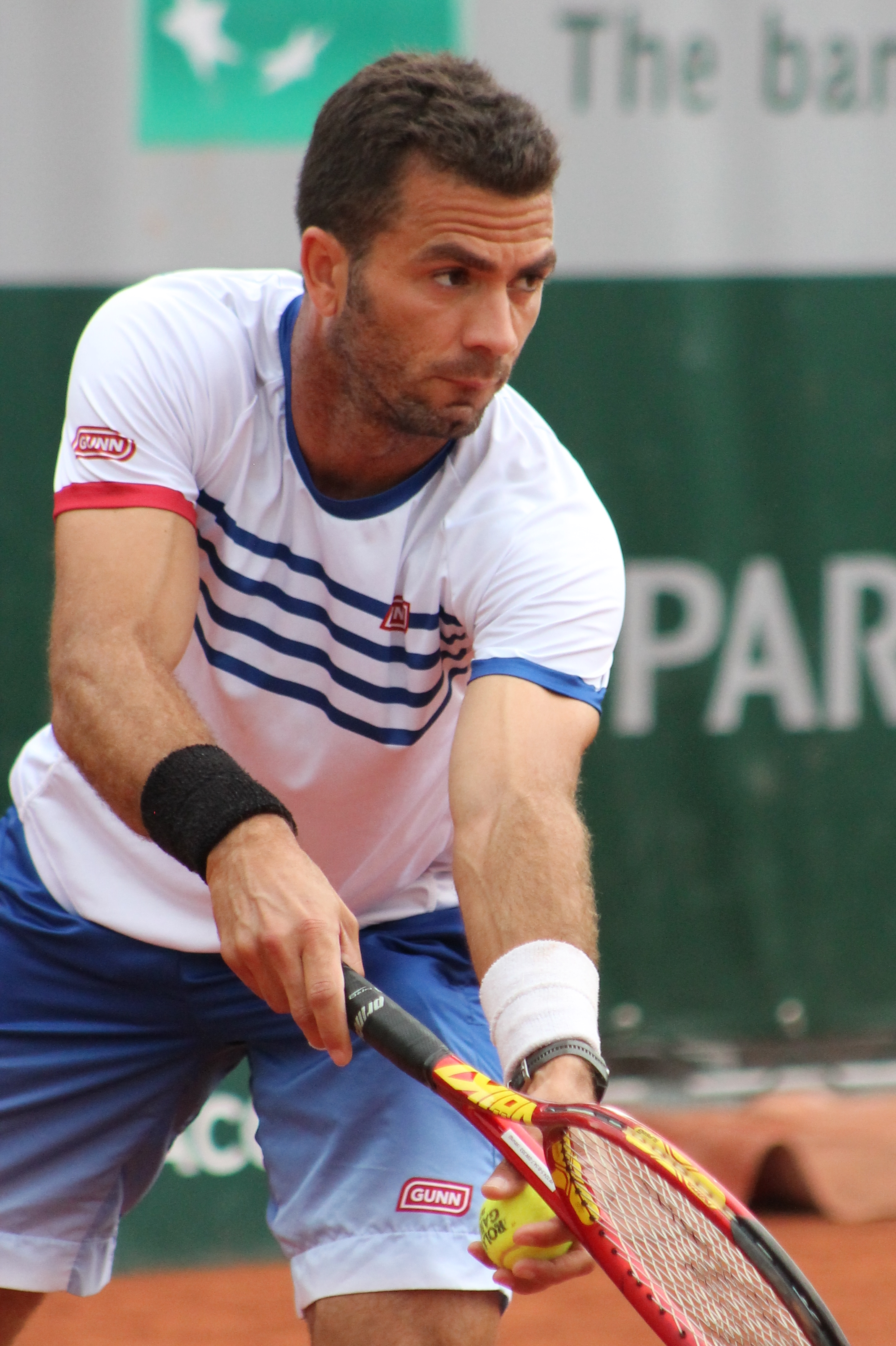
Jean-Julien Rojer (* 1981)

- Rojeski, Shawn (* 1972), US-amerikanischer Curler
- Rojewski, Andreas (* 1985), polnischer Handballspieler

### Rojh
- Rojhilat, Ibrahim (* 1969), kurdischer Sänger

### Roji
- Rojik, Christopher (* 1974), US-amerikanischer Basketballspieler
- Rojina, Martine-Nicole (* 1982), deutsche Musikerin, Medienkünstlerin, Musikproduzentin und Klangregisseurin
- Rojinski, Palina (* 1985), russisch-deutsche Moderatorin und SchauspielerinPalina Rojinski (* 1985)

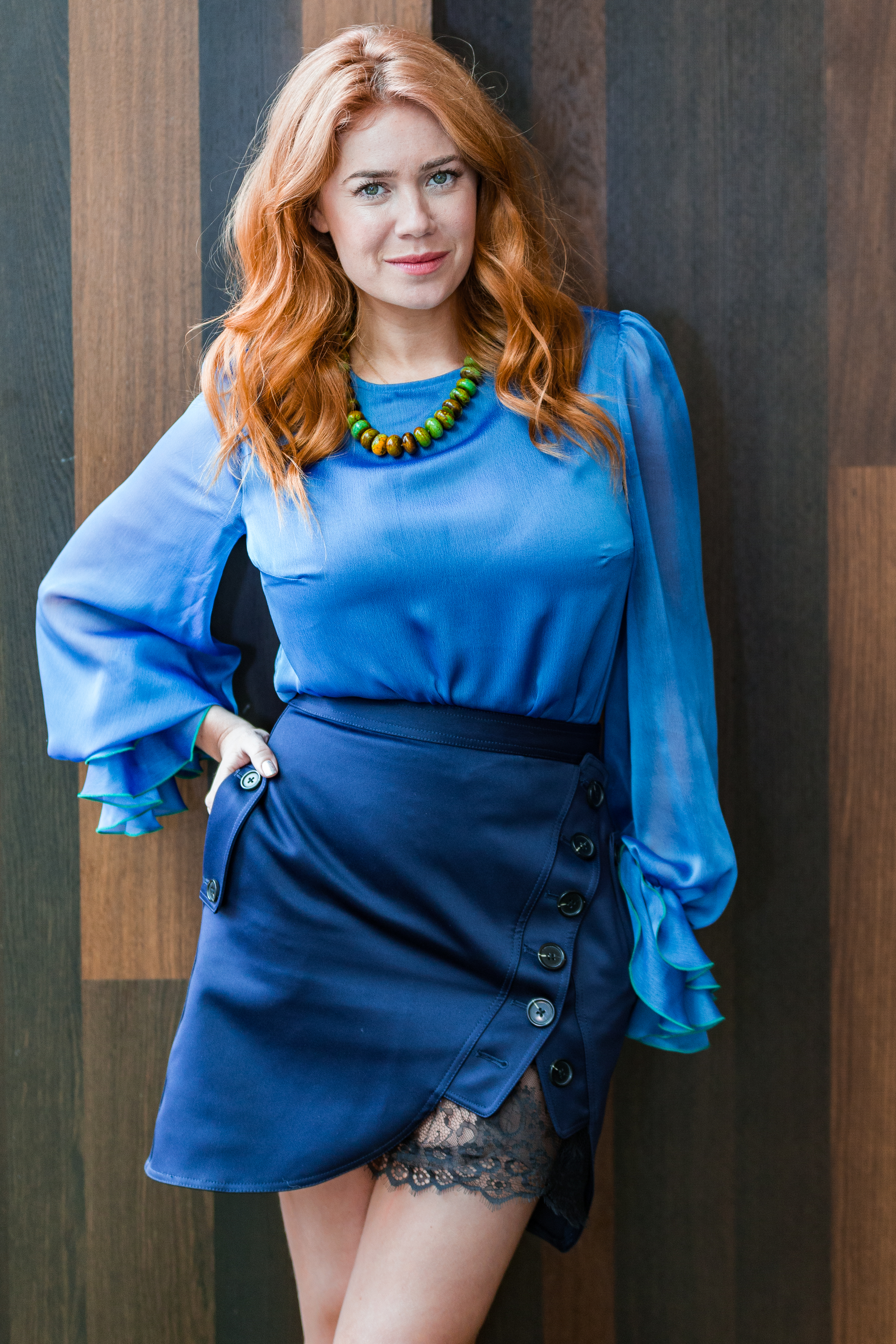
Palina Rojinski (* 1985)

### Rojk
- Rojka, Fritz (1878–1939), österreichischer Maler
- Rojka, Ľuboš (* 1965), slowakischer Philosoph
- Rojko, Marek (* 1977), slowakischer Volleyball-Trainer
- Rojko, Uroš (* 1954), slowenischer Komponist

### Rojl
- Röjler, Johan (* 1981), schwedischer Eisschnellläufer

### Rojn
- Rojnica, Marijan (* 2000), österreichischer Handballspieler
- Rojnik, Sara (* 1992), slowenische Squashspielerin

### Rojo
- Rojo de la Vega, Juan B. (1889–1945), mexikanischer Botschafter
- Rojo Lluch, Vicente (1894–1966), spanischer General
- Rojo Olalla, Casiano (1877–1931), spanischer Organist, Chorleiter und Musikwissenschaftler
- Rojo Paredes, Helímenas de Jesús (1926–2021), venezolanischer Ordensgeistlicher, römisch-katholischer Erzbischof von Calabozo
- Rojo, Ethel (1937–2012), argentinische Schauspielerin
- Rojo, Gustavo (1923–2017), uruguayischer Schauspieler
- Rojo, Helena (1944–2024), mexikanische Schauspielerin
- Rojo, Imanol (* 1990), spanischer Skilangläufer
- Rojo, Lluvia (* 1976), spanische Schauspielerin
- Rojo, Marcos (* 1990), argentinischer FußballspielerMarcos Rojo (* 1990)

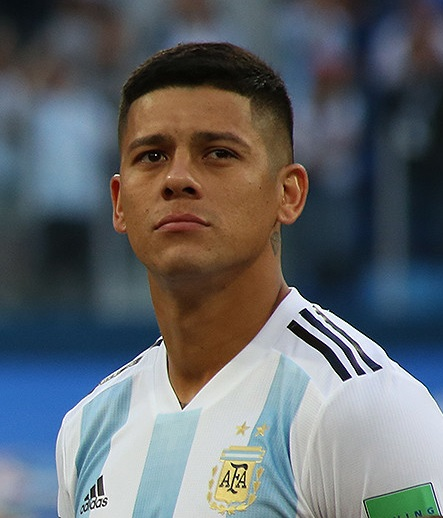
Marcos Rojo (* 1990)

- Rojo, María (* 1943), mexikanische Schauspielerin und Senatorin
- Rojo, Rodrigo (* 1989), uruguayischer Fußballspieler
- Rojo, Rubén (1922–1993), spanisch-mexikanischer Schauspieler
- Rojo, Tamara (* 1974), spanische Balletttänzerin und Choreografin
- Rojowski, Wojciech, Lemberger Bildhauer deutscher Abstammung

### Rojs
- Rojšek, Rok (* 1970), slowenischer Eishockeyspieler und Trainer
- Rojsman, Leonid (1916–1989), sowjetischer Organist, Pianist und Musikwissenschaftler

### Rojt
- Rojtburd, Oleksandr (1961–2021), ukrainischer Künstler der Ukrainian New Wave

### Rojz
- Rojzman, Charles (* 1942), französischer Psychosoziologe, praktischer Philosoph, Schriftsteller und Begründer der sogenannten "Thérapie Sociale"